# Число-вампир
| n  | Количество чисел вампиров длины n |
| -- | --------------------------------- |
| 4  | 7                                 |
| 6  | 148                               |
| 8  | 3228                              |
| 10 | 108454                            |
| 12 | 4390670                           |
| 14 | 208423682                         |

Число-вампир — составное натуральное число с чётным количеством цифр, которое может быть разложено в произведение двух некоторых целых (также называемых «клыками»), удовлетворяющих специальным правилам. Во-первых, каждое из них должно состоять из количества цифр, вдвое меньшего, чем у исходного числа. Во-вторых, если в одном из них последняя цифра ноль, то другое оканчиваться нулём не может. В-третьих, исходное число должно в любом порядке содержать все цифры, входящие в «клыки», то есть для любой цифры числа вхождений в исходное число и в клыки должны быть равными).
Впервые числа-вампиры были представлены в 1994 году учёным и писателем Клиффордом Пиковером в его книге «Keys to Infinity».
Все четырёхзначные числа-вампиры с «клыками»:
{\displaystyle 1395=15\cdot 93,}
{\displaystyle 1260=21\cdot 60,}
{\displaystyle 1827=21\cdot 87,}
{\displaystyle 2187=27\cdot 81,}
{\displaystyle 1530=30\cdot 51,}
{\displaystyle 1435=35\cdot 41,}
{\displaystyle 6880=80\cdot 86.}

## Несколько пар клыков
Число-вампир может иметь несколько различных пар клыков одновременно. Первое из бесконечно большого количества число-вампиров с двумя парами клыков:
125460 = 204 × 615 = 246 × 510
Первое с 3 парами клыков:
13078260 = 1620 × 8073 = 1863 × 7020 = 2070 × 6318
Первое с 4 парами клыков:
16758243290880 = 1982736 × 8452080 = 2123856 × 7890480 = 2751840 × 6089832 = 2817360 × 5948208
Первое с 5 парами клыков:
24959017348650 = 2947050 × 8469153 = 2949705 × 8461530 = 4125870 × 6049395 = 4129587 × 6043950 = 4230765 × 5899410

## Варианты
Числа-псевдовампиры похожи на числа-вампиры, за исключением того, что клыки n-значного псевдовампирного числа могут иметь длину отличную от n/2 цифр. Числа-псевдовампиры могут иметь нечетное число цифр, например 126 = 6 × 21.
Также они могут иметь более двух клыков, то есть числами-псевдовампирами являются числа n, которые могут быть получены в виде произведения чисел с использованием всех цифр из данного числа. Например, 1395 = 5 × 9 × 31. Эта последовательность начинается так:
126, 153, 688, 1206, 1255, 1260, 1395, …
Простое число-вампир , как его определил Карлос Ривера в 2002 году, является числом-вампиром, клыки которого являются простыми числами. Первые несколько простых чисел-вампиров:
117067, 124483, 146137, 371893, 536539
По состоянию на 2006 год самым известным является квадрат (94892254795×1045418+1)2, найденный Йенсом Андерсеном в 2002 году.
Двойное число-вампир — это число-вампир, у которого есть пара клыков, которые также являются числами-вампирами, примером такого числа является 1047527295416280 = 25198740 * 41570622 = (2940 * 8571) * (5601 * 7422), которое является наименьшим двойным числом-вампиром.
Римское число-вампир — аналогичное понятие для римской системы записи чисел, например, II × IV = VIII.